# Estnischer Fußballpokal 1993/94
Der Estnische Fußballpokal 1993/94 war die insgesamt vierte Austragung des estnischen Pokalwettbewerbs der Männer und die zweite nach der Wiedererlangung der Unabhängigkeit von der Sowjetunion 1991. Das Finale fand am 5. Juli 1994 statt.
Pokalsieger wurde der FC Norma Tallinn. Titelverteidiger FC Nikol Tallinn schied im Viertelfinale aus. Der Sieger nahm am Europapokal der Pokalsieger 1994/95 teil.

## 1. Runde
|                     | Ergebnis              |                  |
| ------------------- | --------------------- | ---------------- |
| SK Lelle            | 3:3 n. V. (6:5 i. E.) | Olümpia Maardu   |
| Jõhvi JK Pena       | 2:1 n. V.             | FC Irbis Kiviõli |
| JK Järvamaa         | 1 -:+ 1               | MSK Viljandi     |
| Viljandi JK Tulevik | 1:0                   | Lokomotiv Valga  |
| Raasiku FC Joker    | 2:7                   | JK Paber Kehra   |
| Fööniks-Sport Valga | 1:0                   | Tartu Autovead   |

## 2. Runde
|                     | Ergebnis |                     |
| ------------------- | -------- | ------------------- |
| JK Paber Kehra      | 1:7      | JK Vall             |
| FC Lelle            | 1:3      | JK Tallinn          |
| Pärnu JK            | 2:1      | MSK Viljandi        |
| Fööniks-Sport Valga | 00:10    | Viljandi JK Tulevik |
| Jõhvi JK Pena       | 5:0      | Jõgeva NOVA         |

## Achtelfinale
Die elf Teams der Meistriliiga (außer Spordiselts EsDAG Tartu) stiegen in dieser Runde ein: Dünamo Tallinn, FC Flora Tallinn, FC Norma Tallinn, FC Nikol Tallinn, Tallinna Sadam, FC Tevalte Tallinn, JK Eesti Põlevkivi Jõhvi, JK Kalev Sillamäe, JK Pärnu Tervis, JK Merkuur Tartu, JK Trans Narva.
|                          | Ergebnis              |                    |
| ------------------------ | --------------------- | ------------------ |
| JK Eesti Põlevkivi Jõhvi | 1:1 n. V. (1:3 i. E.) | FC Norma Tallinn   |
| JK Tallinna Sadam        | 3:0                   | JK Merkuur Tartu   |
| FC Flora Tallinn         | 2:1                   | FC Tevalte Tallinn |
| Pärnu JK                 | 0:1                   | JK Tallinn         |
| JK Trans Narva           | 0:0 n. V. (5:4 i. E.) | Jõhvi JK Pena      |
| JK Vall                  | 1:4                   | Dünamo Tallinn     |
| FC Nikol Tallinn         | 2:0                   | JK Kalev Sillamäe  |
| Viljandi JK Tulevik      | 1:4                   | JK Pärnu Tervis    |

## Viertelfinale
|                  | Ergebnis              |                   |
| ---------------- | --------------------- | ----------------- |
| FC Flora Tallinn | 1:0                   | JK Tallinna Sadam |
| JK Trans Narva   | 0:0 n. V. (4:2 i. E.) | FC Nikol Tallinn  |
| JK Pärnu Tervis  | 0:4                   | Dünamo Tallinn    |
| FC Norma Tallinn | 10:00                 | JK Tallinn        |

## Halbfinale
|                  | Gesamt    |                  | Hinspiel | Rückspiel |
| ---------------- | --------- | ---------------- | -------- | --------- |
| FC Norma Tallinn | (a)1:1(a) | FC Flora Tallinn | 0:0      | 1:1       |
| Dünamo Tallinn   | 2:4       | JK Trans Narva   | 1:4      | 1:0       |

## Finale
| Paarung          | FC Norma Tallinn – JK Trans Narva |
| Ergebnis         | 4:1 (0:0) |
| Datum            | 5. Juli 1994 |
| Stadion          | Kadrioru staadion, Tallinn |
| Zuschauer        | 1.000 |
| Schiedsrichter   | Oleg Timofejev |
| Tore             | 1:0 Tarmo Saks (56.) 2:0 Valeri Tšmil (65.) 2:1 Nikolai Toštšev 3:1 Seppo Vilderson (75.) 4:1 Tarmo Saks (76.) |
| FC Norma Tallinn | Tõnu Vanakesa (80. Sergei Ussolrsev) – Leonid Kirilov (68. Michail Martšenko), Vladimir Urjupin, Urmas Liivamaa (46. Konstantin Golitsõn), Urmas Hepner – Valeri Tšmil, Maksim Rõtškov, Aleksandr Žurkin, Aleksandr Puštov – Tarmo Saks, Seppo Vilderson (86. Vahur Vahtramäe) Cheftrainer: Valeri Bondarenko |
| JK Trans Narva   | Levani Partšhidze – Vitali Belyi, Michail Korotayev, Andrei Jelissejev, Oleg Kurotšin, Stanislav Kitto (83. Vassili Jegorov), Vjatšeslav Karin, Konstantin Jakuschev (82. Viktor Vjalov), Nikolai Toštšev – Azat Zijazov (66. Vitali Belski), Boriss Nejolov Cheftrainer: Nikolai Burdakov                    |